# Toyota bB
Toyota bB — субкомпактвэн, выпускаемый японским автопроизводителем Toyota Motor Corporation с 2000 года. Под этим названием выпускается исключительно для японского рынка; в США с 2004 года аналогичный автомобиль производится под маркой Scion как Scion xB. Название модели bB («Би-би») происходит от английского словосочетания «black box» (чёрный ящик) для ассоциации с безграничностью ещё нераскрытых возможностей .
Первое поколение автомобиля было создано на базе Toyota Vitz и Toyota Funcargo. Второе поколение Toyota bB появилось в конце 2005 года. Первое поколение комплектовалось четырёхцилиндровыми рядными двигателями объёмом 1,3 и 1,5 литров и мощностью 88, 105 (4WD) и 110 л. с. соответственно, оснащалось только автоматической коробкой передач с переключателем на руле. Существовали версии с передним приводом, а также с постоянным полным приводом. Автомобили оснащались ABS, BAS, ESP и помощником подъёма/спуска с горы. Мелкосерийно выпускался кузов пикап на базе bB, который получил название Open Deck.
- 1 поколение
- 2 поколение

## Daihatsu Coo/Materia
Daihatsu Materia (в Японии — Daihatsu Coo) заменил Daihatsu YRV и во многом идентичен второму поколению Toyota bB. Он оснащался 1,3-литровым и 1,5-литровыми двигателями и имел опцию полного привода 4WD на японском и некоторых европейских рынках. Коробка передач — пятиступенчатая механическая или же четырёхступенчатая автоматическая. До 97 км/ч автомобиль разгоняется за 10,8 секунды с механической трансмиссией и за 13,7 секунды с автоматической трансмиссией. Максимальная скорость версии с МКПП составляет 171 км/ч, а максимальная скорость версии с АКПП — 164 км/ч. На британском рынке автомобиль продавался только с 1,5-литровым 16-клапанным бензиновым двигателем с впрыском топлива.
На южноафриканском рынке продавалась ограниченная серия Daihatsu Materia Turbo. Мощность двигателя составляет 110 кВт (150 л. с.) при 5750 об/мин, а крутящий момент — 190 Н·м при 4800 об/мин. Максимальная скорость ограничена до 200 км/ч. По состоянию на октябрь 2009 года было выпущено 40 автомобилей.
В Японии продажи Daihatsu Coo завершились в январе 2013 года.

## Subaru Dex
Subaru Dex — ребеджинговый вариант Toyota bB, выпускавшийся компанией Subaru. Оснащён 1,3-литровым двигателем K3-VE. Компоновка — FWD или 4WD.